# Simit
A simit (ejtsd: szimit) vagy görögül: koulouri (κουλούρι) gyűrű alakú szezámmagos kenyér, mely mind Törökországban, mind Görögországban elterjedt pékáru. Mérete és állaga régiónként változó. İzmir városában gevrek-nek nevezik, melynek szó szerinti jelentése "ropogós", annak ellenére, hogy állaga nem "ropogósabb", mint mondjuk az Isztambulban árult simité. 
A simitet rendszerint magában, vagy lekvárral, sajttal fogyasztják.
A simitet bár boltban is lehet kapni, általában utcai árusok árulják. Isztambulban 0.50 YTL (új török líra) egy darab ára. Az árusok általában "Taze simit!" (Friss simit) kiáltásokkal árulják portékájukat, ami azonban nem mindig felel meg állításuknak. Ha valóban friss simitet szeretnénk vásárolni, olyan árust keressünk, akinél nagy mennyiségű simit van, ez ugyanis azt jelenti, hogy nemrég töltötte fel a készleteit valóban friss áruval. 

## A simit és a bagel
Bár a simit és a bagel alakja hasonló, a simit azonban nagyobb és vékonyabb, és a tésztája állaga is teljesen más. A jó simit "ropogós". 

## Külső hivatkozások
- Simit recept (EN)